# Estación Sauce Viejo
Sauce Viejo es una estación de ferrocarril ubicada en la ciudad de homónima, provincia de Santa Fe, Argentina.

## Servicios
No presta servicios de pasajeros, sólo de cargas. Sus vías corresponden al Ramal F1 del Ferrocarril General Belgrano. Sus vías e instalaciones están concesionadas a la empresa Trenes Argentinos Cargas.
Hasta inicios de la década de 1980, prestaba servicios de pasajeros de media distancia entre la estación Santa Fe hasta la estación Rosario Oeste, Coronda y Capitán Bermúdez.
Se encuentra precedida por la Estación Santo Tomé y le sigue el Embarcadero Arijón.